# Ботьянов, Иван Васильевич
Иван Васильевич Ботьянов (Батьянов) или Янкул Батьянов (1802 или 1803 — 1868) — русский востоковед и дипломат, в 1828—1829 годах занимавший должности переводчика и советника главного командира Черноморского флота вице-адмирала А. С. Грейга. Камергер.

## Биография
Родился в 1802 или 1803 году в семье стольника Молдавского княжества Василия Ботянула; внук постельничьего Раду Ботянула. После смерти отца мать, «госпожа столничаса Тарсица», перевезла их с братом Николаем в Россию. По прошению своего дяди Сердария Валдалаха 25 декабря 1809 года был принят в губернскую гимназию Санкт-Петербурга «на казённый счёт». Получил высшее образование в Санкт-Петербургском императорском университете, окончив в завнии действительного студента в 1824 году историко-филологический факультет. Официально он не относился к разряду восточной словесности, однако занялся изучением именно этой области. Среди его преподавателей были О. Сенковский, М. Г. Волков и другие известные профессора. С марта 1824 по май 1826 года прошёл двухгодичный курс подготовки в Учебном отделении при Азиатском департаменте МИД, который им был окончен с отличием. После этого он был «пожалован в переводчики Государственной коллегии иностранных дел» именным указом от 17 мая 1826 года. В конце апреля 1827 года выехал за новым назначением в Яссы, затем 26 мая прибыл в Буюкдер и до конца 1827 года занимался совершенствованием своих знаний турецкого языка.
В 1828 году после заключения Туркманчайского договора был направлен из Константинополя в Одессу, затем в Николаев на новую должность переводчика при канцелярии Черноморского департамента с окладом в 2000 рублей в год. Выполнение своих обязанностей начал 5 апреля 1828 года.
Через три дня был направлен в Севастополь в распоряжение главнокомандующего Черноморским флотом и портами вице-адмирала А. С. Грейга, где попал в самый эпицентр военных действий морской кампании 1828 года. Принимал участие в осаде крепости Анапа, вёл переписку с черкесами и переговоры с турками. В ходе блокады и штурма крепости Варна сначала непосредственно участвовал в сражениях, затем был переводчиком на переговорах и сопровождал пленных. 2 сентября 1828 года был направлен в передовые траншеи для наблюдения за активностью турецких солдат, 26 сентября того же года ему поручили доложить русскому императору о капитуляции албанских войск во главе с Юсуф-пашой в крепости Варна.
В 1830—1831 годах служил переводчиком в Болгарии при генерале-адъютанте А. И. Красовском, в 1833 году был прикомандирован к вице-адмиралу М. П. Лазареву. Высоко оценив заслуги Ботьянова, тот направил несколько рапортов в российский МИД с просьбами служебного повышения «на высшую драгоманскую вакансию, которая откроется при Азиатском департаменте». Эти рапорты неизменно получали официальные отказы.
В конце жизни — товарищ попечителя Одесского учебного округа, статский советник. Был удостоен придворных званий камер-юнкера и камергера (1861).
В Молдавии ему принадлежало небольшое родовое имение Гуро-Езра; его второй жене – имение Одия-Зоице.
От первого брака с Фоминией Спиридоновной Констанди И. В. Батьянов имел двух сыновей: Леона (Льва) и Михаила. Во втором браке с дочерью валашского боярина великого ключаря Тонличана Софией Константиновной детей не имел.

## Научная деятельность и публикации
Находясь на государственной службе Иван Ботьянов одновременно оставил след и в истории науки. Как полагают современные востоковеды, Ботьянов был прекрасно подготовленным специалистом с широким кругозором и свободно владел тремя восточными языками — турецким, арабским и фарси. С 31 мая 1840 года состоял членом-корреспондентом Одесского общества истории и древностей. Автор следующих публикаций.
1. «Науфель. Отрывок из персидской поэмы: Меджнун и Лейла. Соч. Джами 22» // Азиатский вестник. СПб., 1825. Т. I (I—VII) С. 134—140.
2. «Мевлана Джами, поэт персидский. Первая встреча Медж-нуна с Лейлою»// Азиатский вестник. СПб., 1825. Т. 1 (I—VII)с. 349—354.
3. «Краткой (!) обзор Персидской поэмы Юсуф и Зулейка» // Азиатский вестник. СПб., 1826. Т. I (I—VII). С. 260—266.
4. «Взгляд на древнее и нынешнее состояние словесности и искусств в Персии» // Азиатский вестник. СПб., 1826. Т. I (I—VII). С. 41-50, 111—117, 332—338; СПб., 1827. Т. П. С. 49-53, 123—129.
5. «Моаллака Лебида и Темимянка Абулолы23. Поэмы». СПб., 1827.
6. «Chrestomathie Diplomatique rcdigee par Jean Battianof».
7. «Статистические описания (замечания)» по Болгарии, Молдавии, Валахии. 1840-е гг.
8. «Несколько стихотворений из Гафиза, Саади и других». Одесса, 1866.
9. «Пребывание императора Николая Павловича на Черноморском флоте, в 1828 году»// Морской сборник. СПб., 1869. Т. Юз. № 8. С. 1—32.
10. «Вести из Николаева. Речь, произнесенная камер-юнкером с. с. Ботьяновым, во время обеда, данного черноморцами, по случаю пожалования им георгиевских знаменных флагов». СПб., 1897. Перепечатано из Морского сборника (Т. 29. № 5. С. 154—157).